# Nội chiến Afghanistan (1989–1992)
Bài viết này đề cập đến lịch sử Afghanistan từ khi Liên Xô rút khỏi Afghanistan vào ngày 15 tháng 2 năm 1989 cho đến ngày 27 tháng 4 năm 1992, một ngày sau khi tuyên bố Hiệp định Peshawar tuyên bố một chính phủ lâm thời Afghanistan mới bắt đầu hoạt động vào ngày 28 tháng 4 năm 1992.
Các nhóm Mujahideen, một số ít nhiều đoàn kết trong Tổ chức Thống nhất Hồi giáo Afghanistan Mujahideen, trong những năm 1989–1992, tuyên bố xác tín rằng họ đang chiến đấu với “ chế độ bù nhìn ” thù địch (Cộng hòa Afghanistan) ở Kabul. Vào tháng 3 năm 1989, các chiến binh thánh chiến nhóm Hezb-e Islami Gulbuddin và Ittehad-e Islami phối hợp với Pakistan Cơ quan Tình báo Liên ngành (ISI) đã tấn công Jalalabad nhưng đã bị đánh bại vào tháng Sáu.
Vào tháng 3 năm 1991, một liên minh mujahideen đã nhanh chóng đánh chiếm thành phố Khost. Vào tháng 3 năm 1992, mất đi những tàn dư cuối cùng trong sự ủng hộ của Liên Xô, cố Tổng thống Mohammad Najibullah đã đồng ý từ bỏ và nhường chỗ cho một chính phủ liên minh mujahideen. Một nhóm mujahideen, Hezb-e Islami Gulbuddin, đã từ chối trao đổi và thảo luận về một chính phủ liên minh theo Hiệp định Hòa bình Peshawar do Pakistan tài trợ và xâm lược Kabul. Cuộc tấn công này khởi đầu cho một cuộc nội chiến, bắt đầu từ ngày 25 tháng 4 năm 1992, giữa ba nhóm lúc ban đầu, nhưng chỉ sau vài tuần đã tăng lên thành năm hoặc sáu nhóm hoặc quân đội mujahideen.

## Những bên tham chiến

### Cộng hòa dân chủ Afghanistan
Sau khi Liên Xô rút quân khỏi Afghanistan vào năm 1989, Đảng Dân chủ Nhân dân Afghanistan và chính phủ Afghanistan phải tự chiến đấu để chống chọi lại với các phiến quân Mujahideen. Với tính trạng vốn đã suy yếu, CIA đã ước tính rằng Cộng hòa Dân chủ Afghanistan chỉ có thể chống chọi trong vòng từ 3 tuần đến 6 tháng.
Tuy nhiên, vào thời điểm đó, quân đội Afghanistan vẫn còn 1568 xe tăng, 828 xe thiết giáp, 4880 pháo binh, 126 máy bay chiến đầu và 14 máy bay trực thăng chiến đấu. Đồng thời họ cũng nhân 1 khoảng viện trợ khá lớn từ Liên Xô và sự hỗ trợ bằng hỏa lực từ tên lửa Liên Xô, khiến cho lực lượng Mujahideen tổn thất đáng kể.

### Mujahideen

#### Jamiat-e Islami
Sau khi Liên Xô rút quân, Jamiat đã gần như không nhận được bất kỳ hoặc ít từ các khoảng viện trợ của Hoa Kỳ. Đổng thời số vũ khí đó cũng bị kiểm soát bởi Pakistan, sau đó mới qua tay họ.
Vào thời điểm đó, Ahmad Shah Massoud là lãnh đạo của phe nhưng Pakistan lại ủng hộ Gulbuddin Hekmatyar, người tự coi mình là kẻ thù không đội trời chung của Massoud.

#### Hezb-e Islami Gulbuddin
Suốt cuộc nội chiến, Hezb-e Islami Gulbuddin luôn nhận được sự ủng hộ của Pakistan và luôn nhận được khoảng viện trợ đáng kể từ Hoa Kỳ được phân phối bởi Pakistan.
Cũng vì thế mà lãnh đạo của họ, Gulbuddin Hekmatyar đã được Cơ quan tình báo Pakistan thuê để có thể chinh phục Afghanistan cho lợi ích của họ, tuy nhiên điều này đã bị trì hoãn và hủy bỏ sau đó bởi Hoa Kỳ.

#### Ittehad-e Islami
Ittehad-e Islami nhận được viên trợ từ Ả Rập Xê Út về tài chính.

#### Mạng lưới Haqqani
1 phe khác nhận được khoảng viện trợ về tài chính của Ả Rập Xê Út là mạng lưới Haqqani trong cuộc chiến chống cộng.

## Diễn biến

### Trận đánh tại Jalalabad (1989)
Mùa xuân năm, phe Mujahideen (dưới sự hỗ trợ của Hoa Kỳ và Cơ quan Tính báo Pakistan) đã tấn công Jalalabad. 

#### Tương quan lực lượng
Theo wikipedia Tiếng Anh, cả 2 phe có thưởng quan lực lượng không đồng đều khi mà Quân đội Afghanistan có đến 15,000 binh lính trong khi các phiến quân mujahideen chỉ có 10,000.

### Diến biến
Ngày 5 tháng 3 năm 1989, ban đầu diễn ra thuận lợi cho mujahideen, cho đến khi họ chiếm được sân bay và bị phản công ngược lại. Sau đó, quân chính phủ và 1 số thường dân đã đầu hàng phiến quân nhưng họ đã bị hành quyết ngay sau đó, điều này làm cho quân chính phủ tại đây tiếp tục chiến đấu. Do đó, phiến quân đã bị chặn đứng trước sức phòng thủ của quân đội Afghanistan tại đây, các vị trí phòng thủ tại đây cũng được bố trí tốt với boongke, dây thép gai và bãi mìn. 
Quân đội sau đó đã gọi không quân đến và họ đã thực hiện 20 vụ không kích mỗi ngày trên chiến trường. Họ sử dụng máy bay vận tải An-12 đã cải tiến để bay ở độ cao nằm ngoài tầm bắn của tên lửa Stinger mà các phiến quân sử dụng, đạn chùm cũng được sử dụng 1 cách hiệu quả trong cuộc chiến này. 
Liên Xô cũng triển khai các đội tên lửa scud ở xung quanh Kabul đã nã vào phe mujahideen tại đây, tuy số lượng không đúng mực nhưng 400 quả tên lửa đã thực sự gây thương vong khá cao cho các phiến quân, vốn đã không thể ngăn cản được chúng. Cho đến giữa tháng 5, họ đã không tiến được bước nào trước hệ thống phòng thủ của Jalalabad. Vào tháng 7, họ đã không thể ngăn cản Quân đội Afghanistan tái chiếm Samarkhel và Jalalabad vẫn nằm chắc trong tay chính phủ của Najibullah.

#### Hậu quả
Sự thất bại trong việc không thể chiếm được Jalalabad đã khiến cho sức phục hồi và tinh thần của các phiến quân trở nên vô cùng yếu kém. Dẫn đến tướng Hamid Gul ngay lập tức bị Thủ tướng Pakistan sa thải. 
Còn về phía Hoa Kỳ, theo đặc phái viên Peter Tomsen, ông coi họ là những kẻ cực đoan mà không có sự giám sát trực tiếp của Hoa Kỳ - bất kỳ phân đoạn nào của sự đoàn kết mujahideen đều sụp đổ.
Các lực lượng chính phủ tiếp tục chứng minh giá trị của họ vào tháng 4 năm 1990, trong một cuộc tấn công chống lại một khu phức hợp kiên cố tại Paghman . Sau một đợt pháo kích dữ dội và một cuộc tấn công kéo dài đến cuối tháng 6, Quân đội Afghanistan, dẫn đầu là lực lượng dân quân của Dostum, đã có thể giải phóng các chiến lũy của mujahideen.

#### Thương vong
Dưới sự khốc liệt của cuộc chiến, có khoảng hơn 3,000 binh sĩ chết ở mỗi phe, trong khi đó thường dân thiệt mạng đã lên tới con số 12,000 một ước tính khác có thể lên tới 15,000.